# Lúcio Livineio Régulo
Lúcio Livineio Régulo (em latim: Lucius Livineius Regulus) foi um senador romano nomeado cônsul sufecto em abril de 18 no lugar de Germânico. Provavelmente era um homem novo.

## Nome e carreira
Não se conhece com certeza seu prenome, mas muitos historiadores, como Ronald Syme, afirmam que é Lúcio. Foi um dos defensores de Cneu Calpúrnio Pisão durante seu julgamento pela morte de Germânico. Syme também afirma que ele é o mesmo Livineio que foi pretor em 2 cujo cognome era Régulo.